# Eydelstedt
Eydelstedt er en kommune i Landkreis Diepholz i amtet ("Samtgemeinde") Barnstorf, i den tyske delstat Niedersachsen. Eydelstedt ligger mellem Naturpark Dümmer og Naturpark Wildeshauser Geest, cirka midtvejs mellem byerne Bremen og Osnabrück. Langs en del af den vestlige kommunegrænse løber floden Hunte.
I den sydlige del af kommunen ligger den 24,6 ha store sø Großes Meer.